# Adrienne Clarkson
Adrienne Clarkson (de soltera, Poy) fue la gobernadora general de Canadá entre 1999 y 2005. Nació en Hong Kong el 10 de febrero de 1939 y en 1942 se mudó junto con su familia a Ottawa, Canadá. Estudió inglés y francés en la Universidad de Toronto y también en la Universidad de París en Francia, y es totalmente bilingüe.
En 1962 se casó con Stephen Clarkson, un profesor de ciencias políticas de la Universidad de Toronto. Tuvieron dos hijas, Blaise y Kyra. La pareja se divorció en 1975.
Por muchos años, Clarkson trabajó para la CBC, la corporación de televisión y radio canadiense. En 1999 se casó nuevamente con el escritor canadiense John Ralston Saul. El mismo año, el Primer ministro de Canadá, Jean Chrétien, nominó a Clarkson como gobernadora general, y la Reina la aceptó.
Generalmente, los mandatos de los gobernadores generales de Canadá son de cinco años, aunque los períodos pueden ser alargados por un máximo de dos años. En septiembre de 2004, el Primer ministro Paul Martin extendió formalmente el mandato de la Señora Clarkson por un año hasta el otoño de 2005. En agosto de 2005, él recomendó formalmente que la Reina designe a Michaëlle Jean como la sucesora de Clarkson, y Jean asumió oficialmente el puesto el 27 de septiembre de 2005.
Junto a su segundo esposo, Adrienne Clarkson ha viajado y se ha relacionado con más gente que cualquier otro gobernador general en la historia canadiense. Viajó también a muchos otros países y continentes - como Afganistán, Sudamérica y Europa - para visitar a soldados canadienses y para fortalecer las relaciones con otras naciones. Varios miembros del gobierno canadiense han elogiado su dedicación a su país y algunos la han llamado "una de los mejores Gobernadores Generales en la historia de Canadá".
Adrienne Clarkson es Miembro Honorario de la Fundación Internacional Raoul Wallenberg.